# Natalia de Barbaro
Natalia de Barbaro (ur. 1970)  – polska pisarka i psycholożka społeczna, socjolożka, trenerka umiejętności społecznych.
Organizuje warsztaty dla kobiet "Własny Pokój", "Dzikie Dziewczynki" oraz "Czułe Struny". Współpracuje jako felietonistka z magazynami „Wysokie Obcasy” i „Charaktery”. Prowadzi zajęcia na Uniwersytecie Jagiellońskim.
Była głównym strategiem kampanii Donalda Tuska w wyborach prezydenckich w 2005 roku.

## Twórczość

### Poezja
- 2010 – Ciemnia
- 2017 – Tkanka
- 2021 – Krwawnik, mniszek, ułudka

### Proza
- 2005 – Dojść do głosu: radykalnie praktyczny przewodnik po kampanii wyborczej, Kraków: Społeczny Instytut Wydawniczy „Znak”, ISBN  8324005897,
- 2021 – Czuła przewodniczka
- 2023 – Przędza

## Nagrody
Książka Czuła przewodniczka została bestsellerem Empiku roku 2021 w kategorii "Rozwój Osobisty".

## Życie prywatne
Natalia de Barbaro jest córką profesora Bogdana de Barbaro. Ma męża i adoptowanego syna.